# Lydia Westrich
Lydia Maria Elisabeth Westrich, geb. Rockenmaier (* 21. Oktober 1949 in Hafenlohr, Unterfranken) ist eine deutsche Politikerin (SPD).

## Leben und Beruf
Lydia Westrich verließ 1966 das Gymnasium mit der Mittleren Reife und absolvierte anschließend eine Ausbildung im mittleren Dienst der Landesfinanzverwaltung Bayern beim Finanzamt Marktheidenfeld, wo sie noch bis 1973 tätig war. Anschließend arbeitete sie von 1974 bis 1990 beim Finanzamt Pirmasens. 
Lydia Westrich ist verheiratet.

## Politische Karriere
Lydia Westrich trat 1974 in die SPD ein und gehört dem SPD-Parteirat an. Seit 1979 gehört sie dem Gemeinderat von Herschberg und seit 1984 auch dem Verbandsgemeinderat der Verbandsgemeinde Wallhalben an. Von 1989 bis 1994 war sie außerdem Mitglied des Kreistages des Landkreises Pirmasens. Ab 2009 war sie Ortsbürgermeisterin von Herschberg. 
Von 1990 bis 2009 war sie Mitglied des Deutschen Bundestages. Hier war sie von 2002 bis 2005 Sprecherin der Landesgruppe Rheinland-Pfalz in der SPD-Bundestagsfraktion. Ab März 2006 war sie stellvertretende Sprecherin der Fraktionsarbeitsgemeinschaft zur Enquête-Kommission Kultur in Deutschland. 
Lydia Westrich ist 1998 als direkt gewählte Abgeordnete des Wahlkreises Pirmasens und sonst stets über die Landesliste Rheinland-Pfalz in den Bundestag eingezogen.